# Check Point
Check Point Software Technologies este o companie specializată în dezvoltarea de soluții pentru securitate pe internet, dar și în sisteme VPN (rețele virtuale private care permit accesarea rețelelor companiilor de la distanță).
Check Point are o gamă largă de gateway-uri de securitate, disponibile sub formă de software și sub formă de dispozitive dedicate: Check Point UTM-1 și Power-1.
Printre clienții Check Point se numără toate companiile din Top 100 Fortune și 98% din companiile din Top 500 Fortune.
Compania a avut venituri de 575,1 milioane de dolari în anul 2006.

## Vezi și
- Listă de companii dezvoltatoare de produse software antivirus comerciale